# S.C.A.P.
La Société de construction automobile parisienne è stata una casa automobilistica francese attiva dal 1912 al 1929.

## Storia

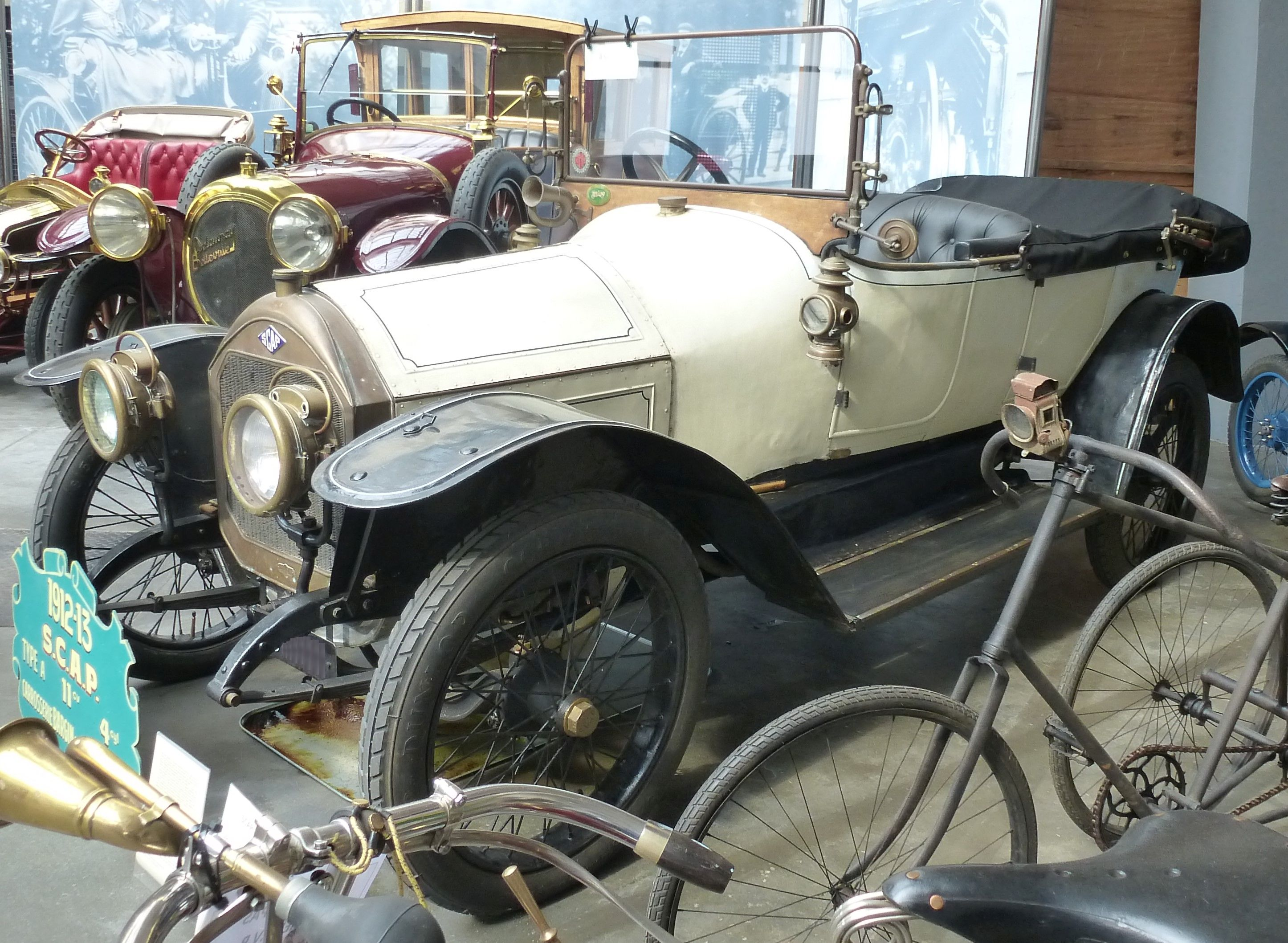
La Type A del 1912, primo modello della S.C.A.P.

Questa azienda venne fondata dai signori Launay e Margaria con sedi operative a Parigi, Courbevoie e Boulogne-Billancourt. Inizialmente l'attività era basata quasi esclusivamente sulle riparazioni di altri veicoli, ma entro la fine di quello stesso 1912 si ebbe già una gamma composta da quattro modelli, denominati con le lettere dell'alfabeto, come da consuetudine presso molte case automobilistiche dell'epoca, non solo francesi. Le cilindrate erano comprese fra 1460 cm3 (per la Type C) e 3800 cm3 (per la Type D), mentre gli altri due modelli, ossia la Type A e la Type B, montavano rispettivamente motori da 2,2 e 2,8 litri. In ogni caso, si trattava di motori forniti dalla Ballot. Già nel 1913 venne introdotto un modello sportiveggiante a due posti denominato Type DS (o Type Sport) ed equipaggiato con un motore da 4,8 litri, sempre di origine Ballot. L'anno seguente vennero introdotti altri due modelli sportiveggianti con carrozzeria sport biposto e basati sulle Type A e Type B. L'attività sportiva fu particolarmente curata dalla S.C.A.P., che fin dal debutto ottenne successi di rilievo.

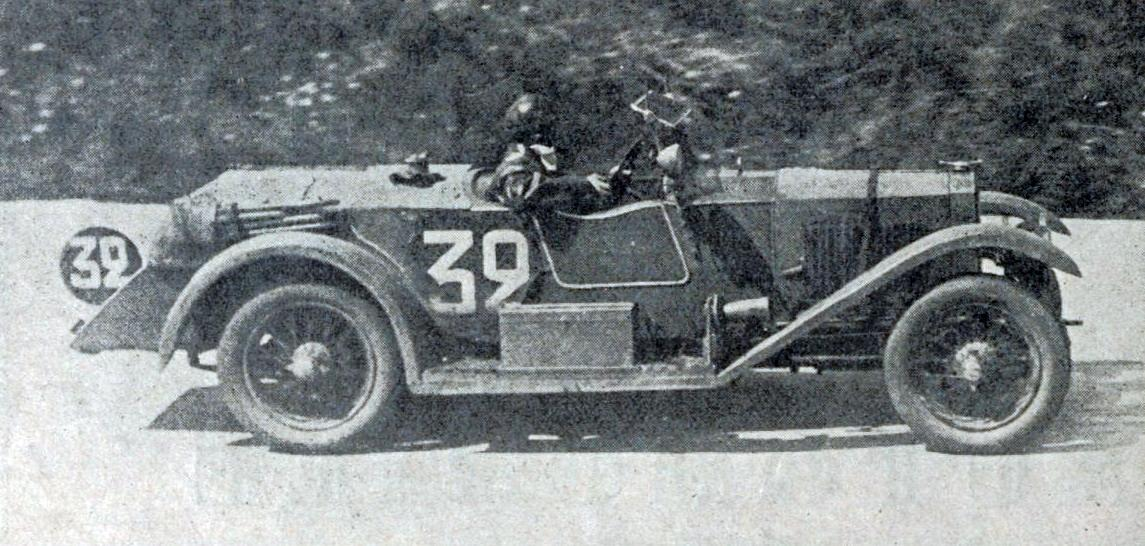
La S.C.A.P. vincitrice nella sua categoria alla 24 Ore di Montlhéry del 1927

Con l'avvento della prima guerra mondiale, la fabbrica si convertì alla produzione bellica e produsse su licenza motori aeronautici Hispano-Suiza. Dopo il conflitto la produzione riprese con il lancio di un nuovo modello, la 10/14 HP con motore da 2,4 litri, stavolta prodotto dalla stessa S.C.A.P. Lo stesso modello venne riproposto negli anni seguenti come Type L. Ad esso venne affiancata  nel 1923 la Type M con motore da 1,1 litri. Il 1925 fu l'anno dei primi successi sportivi ottenuti dalla S.C.A.P. anche come fornitore di motori per la BNC. Sempre nel 1925 va segnalato anche il secondo posto ottenuto da una BNC motorizzata S.C.A.P. Nella seconda metà degli anni '20 del XX secolo la produzione in serie continuò nelle fasce basse e medie del mercato. Contemporaneamente proseguì l'attività della S.C.A.P. come fornitore di motori da competizione, non solo per la BNC, ma anche per la Tracta e per la Rally. Il 1927 fu l'anno d'oro della S.C.A.P. nelle competizioni: da ricordare il primo posto in classifica generale ottenuto alla Coppa dei 6 Giorni d'Inverno, ma anche i primi posti di categoria al Critérium Paris-Nice, al Gran Premio della Cecoslovacchia, alla 24 Ore di Montlhéry e in numerose cronoscalate (Grenoble, Château-Thierry, Clermont-Ferrand e molte altre). Va inoltre segnalato il quarto posto di categoria ottenuto alla 24 Ore di Le Mans, sempre del 1927.
Nonostante ciò, il bilancio della S.C.A.P. non fu molto incoraggiante e nel corso del 1929 l'azienda chiuse i battenti.